# Calvin Simon
Calvin Eugene Simon (n. 22 mai 1942, Beckley⁠(d), Virginia de Vest, SUA – d. 6 ianuarie 2022, San Antonio⁠(d), Florida, SUA) a fost un membru al trupelor Parliament și Funkadelic. Era membru al Rock and Roll Hall of Fame, unde a fost inclus în 1997 împreună cu alți cincisprezece membri ai formației Parliament-Funkadelic.